# Sanglorians
Sanglorians — американская рок-группа родом из Эхо-Парка, района в Лос-Анджелесе, штат Калифорния. Музыкальный стиль коллектива описывается как «пауэр-поп высшего разряда с оркестровым уклоном, присыпанный глэм-металом».

## История группы
Sanglorians была сформирована в 2011 году вокалистом и гитаристом Дэниелом Бруммелом. В состав также вошли: Джонатан Гомес (гитара), Джереми Кеелер (бас-гитара), Иуи Ву (клавишные), Морган Пэрос (скрипка) и Мэтт Мейхэлл (ударные). В ходе работы над дебютным студийным альбомом Мейхэлл покинул группу. Его место занял Эндрю Лессман, который, впрочем, тоже выбыл из состава. На смену Лессману пришёл Джон Освальд, остающийся барабанщиком Sanglorians по сей день.
Первый студийный альбом группы Initiation был выпущен в октябре 2013 года. Обозреватель Кевин Бронсон из BuzzBands описал звучание пластинки как «маниакальное столкновение пауэр-попа и прог-рока, которое время от времени поглядывает в сторону оркестровой практики». Редакция журнала The Deli отметила в музыке Initiation «хлёсткие праздничные гармонии, вибрирующие с жизнью». Особой похвалы от журнала удостоилась песня «Everybody Likes A Pretty Girl» за свою текстовую составляющую.
Sanglorians в настоящее время проводят концертные выступления по городам США и находятся в процессе работы над вторым полноформатным студийным альбомом.

## Состав
Текущий состав
- Дэниел Бруммел[англ.] — вокал, гитара (2011 — настоящее время)
- Джонатан Гомес — гитара (2011 — настоящее время)
- Джереми Кеелер — бас-гитара (2011 — настоящее время)
- Иуи Ву — клавишные (2011 — настоящее время)
- Морган Пэрос — скрипка (2011 — настоящее время)
- Джон Освальд — ударные (2013 — настоящее время)

Бывшие участники
- Мэтт Мейхэлл — ударные (2011—2013)
- Эндрю Лессман — ударные (2013)

## Дискография
- Initiation (2013)